# NGC 5884
NGC 5884 – gwiazda podwójna znajdująca się w gwiazdozbiorze Wolarza. Skatalogował ją Gerhard Lohse w 1886 roku jako obiekt typu „mgławicowego”.